# 大和市立病院
大和市立病院（やまとしりつびょういん）は、神奈川県大和市にある医療機関。大和市病院事業の設置等に関する条例（昭和41年12月20日条例第42号）に基づき設置された大和市の市立病院である。

## 沿革
- 1955年（昭和30年）3月 - 大和町議会にて病院設置を決議、大和町国民健康保険直営の病院開設を許可される。
- 1955年（昭和30年）7月 - 大和町国民健康保険直営病院として開院。
- 1956年（昭和31年）8月 - 伝染病棟30床の使用許可。
- 1959年（昭和34年）2月 - 名称を国保直営大和市立病院に変更。
- 1961年（昭和36年）1月 - 名称を国保大和市立病院に変更。
- 1968年（昭和43年）2月 - 名称を大和市立病院に変更。
- 1970年（昭和45年）9月 - 救急病院の認定。
- 1970年（昭和45年）12月 - 結核病床を閉床、一般病床に変更。
- 1979年（昭和54年）12月 - 市内5病院による救急医療輪番制を開始。
- 1993年（平成5年）7月 - 新築建替工事完成。
- 1993年（平成5年）11月 - 新病院棟での診療開始。
- 1998年（平成10年）3月 - 災害医療拠点病院の指定。
- 2003年（平成15年）5月 - 一般病床を403床に増床。
- 2013年（平成25年）3月 - DMAT指定病院に指定、NICUを増床。
- 2014年（平成26年）4月 - 救急棟を増築し全面稼働開始。
- 2017年（平成29年）11月 - HCU稼働開始。
- 2019年（令和元年）11月 - 地域医療支援病院に認定。

## 診療科
- 内科
- 呼吸器内科
- 消化器内科
- 循環器内科
- 腎臓内科
- 脳神経内科
- 血液・腫瘍内科
- 糖尿病・内分泌内科
- 外科
- 呼吸器外科
- 消化器外科
- 心臓血管外科
- 脳神経外科
- 乳腺外科
- 形成外科
- 整形外科
- 精神科
- 精神腫瘍科
- リウマチ科
- 小児科
- 皮膚科
- 泌尿器科
- 産婦人科
- 眼科
- 耳鼻咽喉科
- リハビリテーション科
- 歯科口腔外科

## その他の部門
- 放射線科
- 放射線診断科
- 放射線治療科
- 病理診断科
- 麻酔科
- 救急外来

## 医療機関の指定等
- 保険医療機関
- 母体保護法指定医
- 生活保護法指定医療機関
- 被爆者指定医療機関
- 原爆被爆者等健康診断委託医
- 身体障害者福祉法指定医
- 難病指定医
- 労災保険指定病院
- 臨床研修指定病院
- 神奈川県災害医療拠点病院
- 地域がん診療連携拠点病院
- 地域医療支援病院
- DPC対象病院
- 周産期救急医療システム受入病院
- 救急指定病院
- 神奈川DMAT

## 交通アクセス
- 小田急江ノ島線 鶴間駅 下車徒歩10分
- 神奈川中央交通 間13・間16・間17系統 市立病院バス停下車
- 大和市コミュニティバス のろっと（北部ルート）・やまとんGO（相模大塚地域及び深見地域） 市立病院バス停下車

病院公式サイト「交通案内情報」も参照。